# ニューオーリンズ・トラック襲撃事件

犯人の動向

ニューオーリンズ・トラック襲撃事件（ニューオーリンズ・トラックしゅうげきじけん）は、2025年1月1日3時15分（現地時間）に、アメリカ合衆国ルイジアナ州ニューオーリンズのフレンチ・クオーターにあるバーボン・ストリートで発生したテロ事件である。新年を迎えたばかりとあって賑わっていた通りにピックアップトラックが突入し、14人が死亡、少なくとも35人が負傷した。
トラックが構造物に衝突して停止すると、容疑者は警察官に向かって銃を発砲し、銃撃戦の末に射殺された。容疑者はテキサス州在住の退役軍人で、ヒューストンで不動産業に従事する男（当時42歳）で、本人が事件前にFacebookにアップロードした動画では、昨年夏以前からイスラム国に参加していたと述べたほか、当初は親族や知人を標的とすることを計画していたが「信者と非信者の争い」に焦点を当てさせるために計画を変更したと語っているという。また、現場付近の2か所にクーラーボックスに入れた爆弾を仕掛けており、容疑者はその起爆装置も所持していた。

## 事件の影響
毎年1月1日にニューオーリンズで行われているカレッジフットボールの「シュガーボウル」は、この事件を受けて翌日に延期された。